# Patriarchát

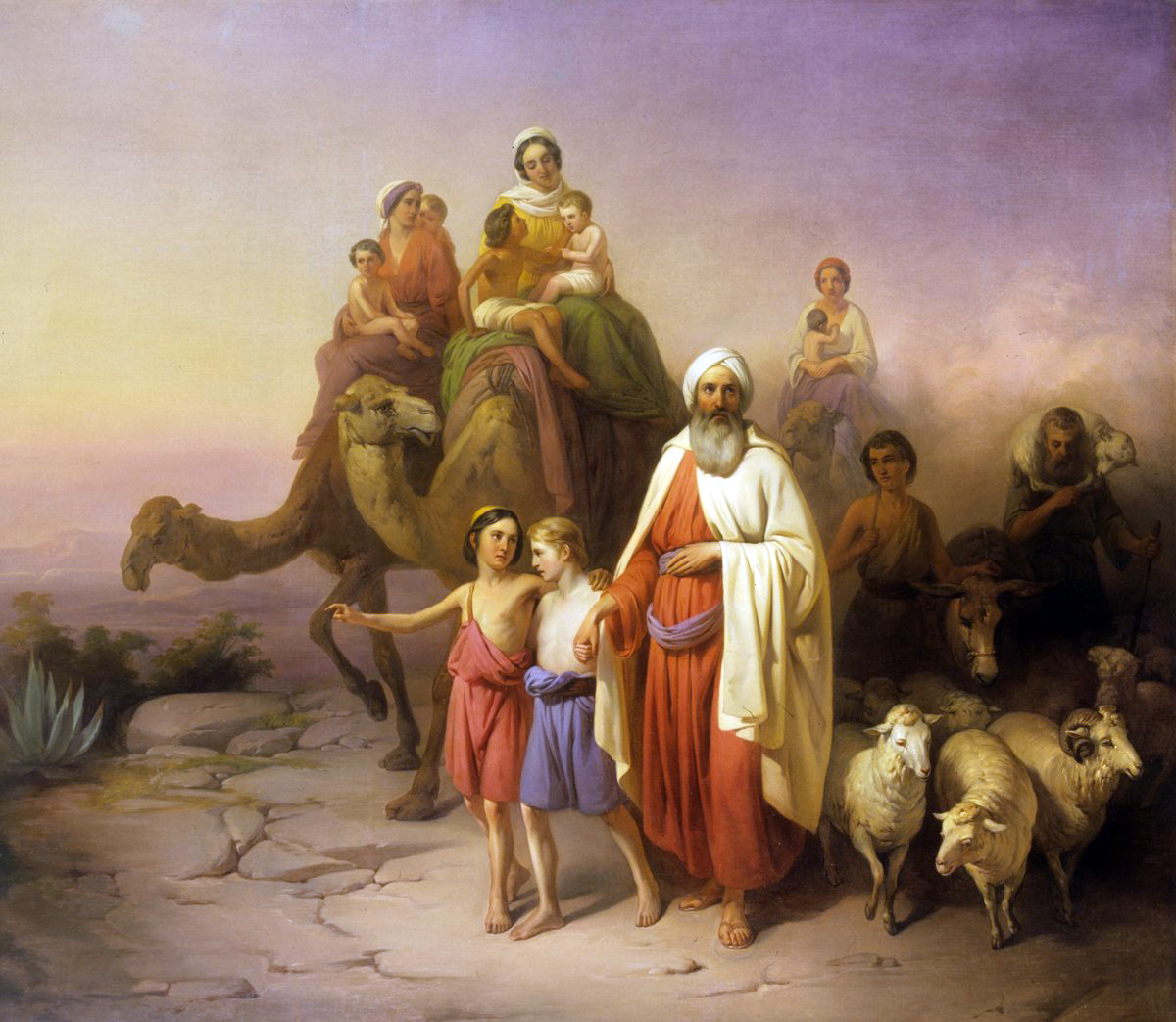
Obraz Obchod Ábraháma Molnára, r. 1850

Patriarchát (z řeckého πατήρ, či latinského pater, což znamená otec, a archein, což znamená vládnout, doslovně tedy „vláda otce“) je forma společnosti, kde je moc nad všemi aspekty života společnosti převážně nebo výhradně v rukou mužů. Ti mají také primární zodpovědnost za její blaho a prosperitu.

## Charakteristika
Patriarchát se v zásadě zakládá na androcentrismu, jehož jádrem je předpoklad, že muži a jejich prožívání světa jsou standardem, kterým jsou následně ženy poměřovány. Tato představa je založena na esencialistickém pojetí genderu, které tuto představu racionalizuje a legitimizuje. V souvislosti s androcentrickým pojetím genderových vztahů mluví Bourdieu o tzv. symbolickém násilí. K němu dochází tehdy, pokud ovládaný nemá jinou možnost, než vládnoucího a jeho nadvládu uznat, protože k reflektování jeho i sebe sama a vztahů k němu disponuje pouze nástroji poznání, které s ním má společné a které jsou osvojenou formou nadvlády a ukazují takto vytvořený vztah nadvlády jako přirozený.
V některých dějepisných teoriích se počítá s existencí systému opačného, zvaného matriarchát. Patriarchát v těchto teoriích označuje historické období, které podle nich následovalo (neolitická revoluce) po matriarchátu (v pravěku) a přetrvalo do dalších epoch.

## Historie
Původně pojem „patriarchát“ popisoval sociální systémy založené na autoritě muže jako hlavy rodiny. Pojem „patriarchát“ je užíván v řadě případů, kdy je třeba popsat stav mužské dominance, a to nejen nad ženami, ale nad strukturou společenských vztahů obecně.
Moderní historie pojmu patriarchát začíná knihou „Ancient Law“ (1861), kde autor Henry Maine tvrdí, že „patriarchální rodina byla základní a všeobecnou částí společnosti“. Maine dále definoval lidskou společnost jako společnost založenou na právu a zákonech, a zákonnost viděl jako historicky založenou na autoritě otce.
Další antropologové 19. století ovlivnění Darwinem (Bachofen, McLennan, Morgan) věřili, že stav matriarchátu (vycházející z přirozených biologických vazeb mezi matkou a dítětem) byl evolucí graduálně přeměněn ve stádium pokročilejší - na patriarchát. „Muži chtěli kontrolu nad dětmi a statky, proto odebrali ženám moc a zavedli rodový systém dědictví skrze mužskou linii. V mnohých kmenových společnostech existují legendy o této změně, ovšem neexistuje důkaz, že matriarchát skutečně kdy existoval.“
Patriarchát jako zásadní vývojové stádium se nachází v sociální teorii Marxe, Engelse, Webera a ve Freudově psychoanalýze. Podle Engelse hlavy patriarchální rodiny kontrolovaly ženy jako nástroje pro reprodukci potomků, proto je v jeho teorii společenská pozice ženy (na rozdíl od pozice muže) dána fyzickými předpoklady. Engelsem vytvořená struktura byla převzata Marxem, a jeho feministickými kritikami patriarchátu. Problém byl v napětí, jež bylo vyvoláno Marxovým historickým materialismem (třídní změna osvobodí ženy od útisku) a biologicky založenou Engelsovou úvahou. Marxův materialistický přístup říká, že materiální struktury definují vztahy mezi muži a ženami, zatímco radikální feministický přístup (Mary Daly, Millet, Rich) toto tvrzení obrací a tvrdí, že to jsou patriarchální hodnoty, na nichž je tvořen vztah mezi muži a ženami.
V těchto debatách se neustále opakovala otázka, jestli útisk žen je univerzální, a jestli je přirozený. Sociální antropologové začali zkoumat geograficky a historickým vývojem odlišné kultury a společnosti, a kriticky zhodnotili, že vztahy nejsou na různých geografických místech stejné.
V 70. letech 20. století přinesla druhá vlna feministického hnutí feministický pohled na „patriarchát“ jako na pojmový aparát jak symbolický, tak materiální, díky němuž společenská podřízenost žen byla udržována, a zaměřilo se na gender spíše než na příbuzenský vztah. Koncept patriarchální dominance tedy nesprávně interpretuje komplikovanost genderové identity a vztahů nejen na Západě. Proto se antropologové od otázek „co zapříčinilo patriarchát“ posunuli ke komparativní etnografii toho, z čeho se skládají genderové identity.
Vznikem patriarchátu resp. přeměnou na patriarchát se zabývá George Frankl v díle: "Archaeology of the Mind", česky "Archeologie mysli - Sociální dějiny nevědomí", Portál edice Spektrum, Praha 2003.